# 長楽寺駅
長楽寺駅（ちょうらくじえき）は、広島県広島市安佐南区長楽寺一丁目にある広島高速交通広島新交通1号線（アストラムライン）の駅である。

## 概要
本来の構想では本通駅から当駅までの路線であり、当駅近くには長楽寺車庫が設けられた。現在でも当駅始発・当駅止めの列車が多数存在する。1994年アジア競技大会が広島で開催されることになったため、急遽メインスタジアムとなった広島ビッグアーチまで接続することとなり、建設の時点で広域公園前駅までの延伸が決定、途中駅となる。

## 歴史
- 1994年（平成6年）8月20日：開業[1][2]。
- 1999年（平成11年）3月20日：ダイヤ改正で新設された急行列車の停車駅となる[1]。
- 2000年（平成12年）：業務委託駅となる[3]。
- 2004年（平成16年）3月20日：ダイヤ改正で急行列車が廃止[1]。
- 2009年（平成21年）8月8日：PASPY導入[1]。
- 2015年（平成27年）：構内放送とホームの発車標を新白島駅と同等の物に更新。

## 副駅名
長楽寺車庫の人工地盤上には広島高速交通の本社と広島市交通科学館が建てられ、当駅には副駅名として「交通科学館前」の呼称が付いた。2015年に命名権（ネーミングライツ）の導入によりヌマジ交通ミュージアムと名称が変わったが、副駅名については旧来の「交通科学館前」を引き続き使用するもの（公式サイト及び車両内の路線図など）と「ヌマジ交通ミュージアム前」という新しい名称に書き換えられたもの（車内アナウンスの音声、駅構内の路線図や副駅名が併記されている運賃表など）の両方が存在している。

## 駅構造
島式ホーム1面2線の高架駅。ホームから1フロアー降りたところに券売機・改札がある。

### のりば
| のりば | 路線              | 方向 | 行先           |
| ------ | ----------------- | ---- | -------------- |
| 1      | ■アストラムライン | 下り | 広域公園前方面 |
| 2      | ■アストラムライン | 上り | 本通方面       |

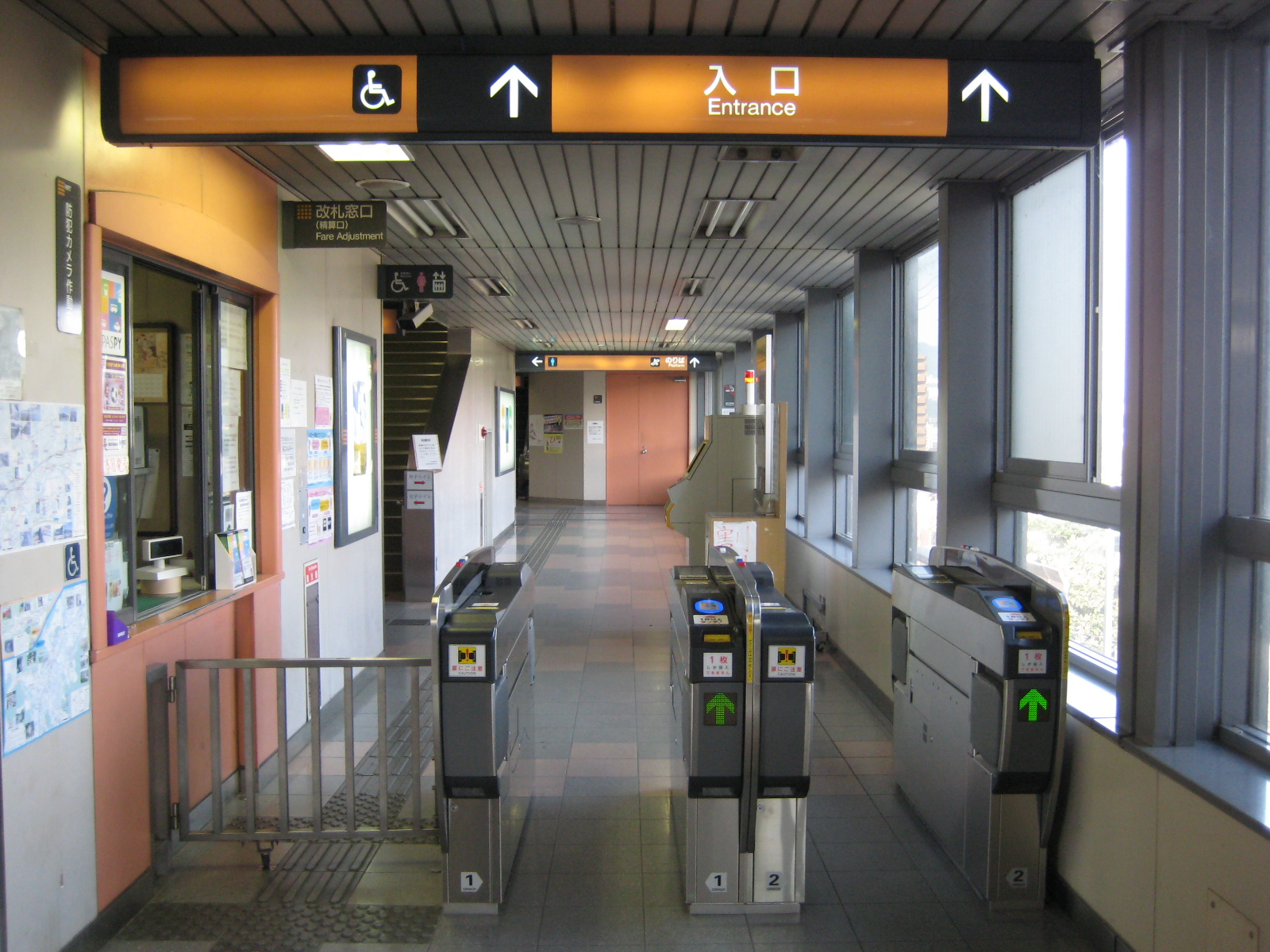
改札口（2009年8月）
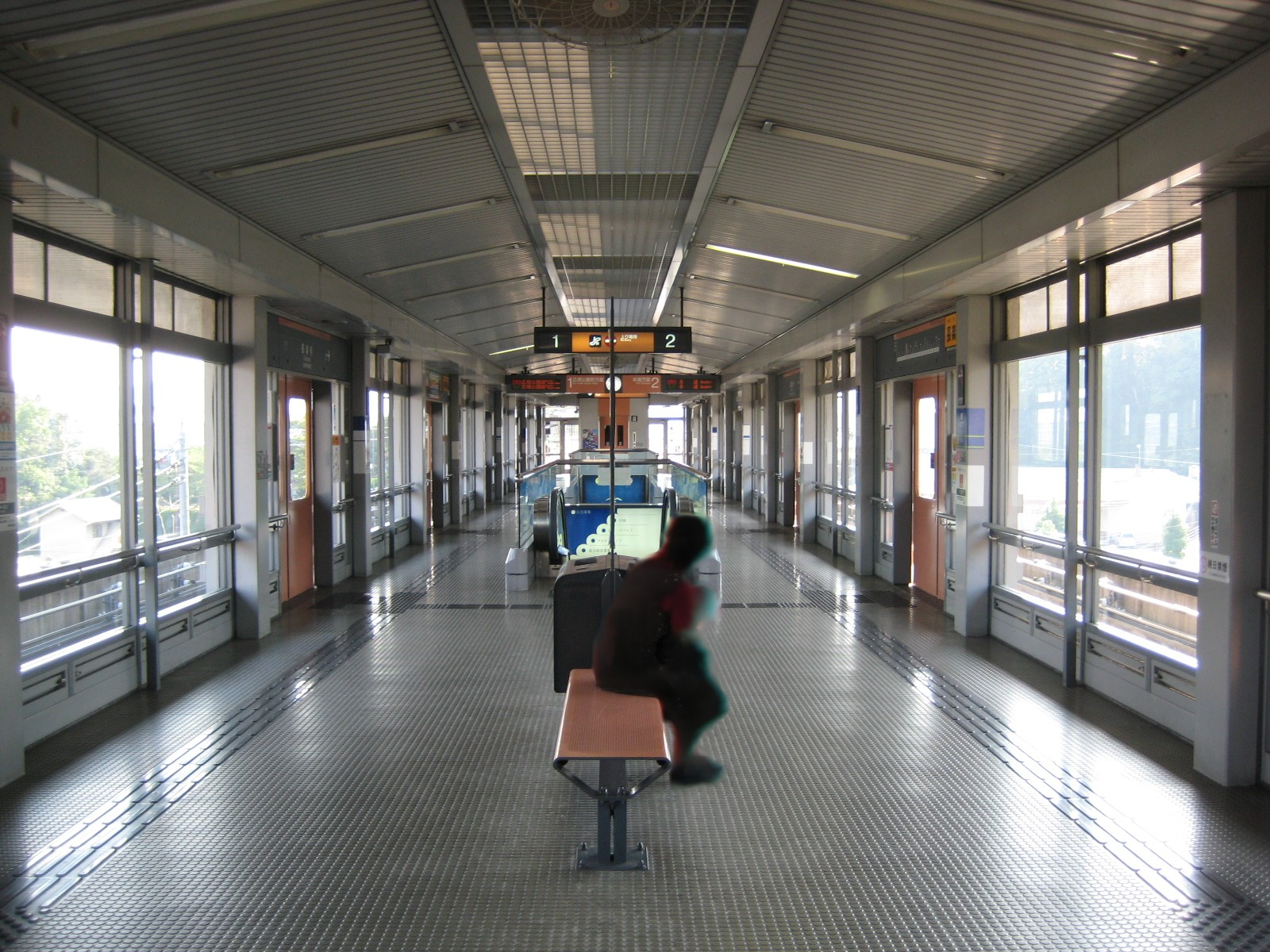
ホーム（2009年8月）

## 利用状況
以下の情報は、広島市統計書に基づいたデータである。アストラムラインでは「1年毎乗車総数」と「1年毎降車総数」の情報を公開している。1日平均乗車人員データは、年度毎の乗車総数を365（閏年は366）で割った値を小数点2位を丸めて小数点1位の値にした物である。アストラムラインのデータは1,000で丸めて提供されているので、1年毎ではプラスマイナス500の誤差があり、1日当たりでは1.4人程度の誤差が発生する。
| 年度               | 1日平均 乗車人員 | 1年毎 乗車総数 | 1年毎 降車総数 |
| ------------------ | ---------------- | -------------- | -------------- |
| 1995年（平成07年） | 1,743.2          | 638,000        | 595,000        |
| 1996年（平成08年） | 1,712.3          | 625,000        | 569,000        |
| 1997年（平成09年） | 1,682.2          | 614,000        | 549,000        |
| 1998年（平成10年） | 1,608.2          | 587,000        | 525,000        |
| 1999年（平成11年） | 1,573.8          | 576,000        | 519,000        |
| 2000年（平成12年） | 1,561.6          | 570,000        | 513,000        |
| 2001年（平成13年） | 1,564.4          | 571,000        | 521,000        |
| 2002年（平成14年） | 1,378.1          | 503,000        | 463,000        |
| 2003年（平成15年） | 1,303.3          | 477,000        | 436,000        |
| 2004年（平成16年） | 1,328.8          | 485,000        | 444,000        |
| 2005年（平成17年） | 1,342.5          | 490,000        | 452,000        |
| 2006年（平成18年） | 1,375.3          | 502,000        | 464,000        |
| 2007年（平成19年） | 1,404.4          | 514,000        | 478,000        |
| 2008年（平成20年） | 1,468.5          | 536,000        | 502,000        |
| 2009年（平成21年） | 1,391.8          | 508,000        | 471,000        |
| 2010年（平成22年） | 1,367.1          | 499,000        | 457,000        |
| 2011年（平成23年） | 1,360.7          | 498,000        | 454,000        |
| 2012年（平成24年） | 1,372.6          | 501,000        | 458,000        |
| 2013年（平成25年） | 1,405.5          | 513,000        | 468,000        |
| 2014年（平成26年） | 1,446.6          | 528,000        | 488,000        |
| 2015年（平成27年） | 1,524.6          | 558,000        | 511,000        |
| 2016年（平成28年） | 1,558.9          | 569,000        | 524,000        |
| 2017年（平成29年） | 1,594.5          | 582,000        | 538,000        |
| 2018年（平成30年） | 1,558.9          | 569,000        | 528,000        |
| 2019年（令和元年） | 1,541.0          | 564,000        | 524,000        |
| 2020年（令和02年） | 1,180.8          | 431,000        | 397,000        |
| 2021年（令和03年） | 1,213.7          | 443,000        | 415,000        |
| 2022年（令和04年） | 1,353.4          | 494,000        | 460,000        |

## 駅周辺
- 長楽寺車庫
- 広島高速交通本社
- ヌマジ交通ミュージアム（広島市交通科学館）
- ウォンツ長楽寺店
- しまむら長楽寺店
- 広島市立安西小学校
- 広島市立安西中学校
- 広島県立安西高等学校
- 広島銀行沼田支店
- もみじ銀行安中央出張所

## バス路線
長楽寺駅バス停に広電バスとフォーブルの路線バスが停車する。
- 広電バス[6]
  - 70：沼田高校方面 / 上安駅方面
- フォーブル[7]
  - 三菱団地線：三菱団地・大原駅方面 / 高取方面
  - 瀬戸内ハイツ線：ふじが丘団地・瀬戸内ハイツ方面 / 上安駅方面

## 隣の駅
広島高速交通
■広島新交通1号線（アストラムライン）
高取駅 - 長楽寺駅 - 伴駅